# August von Mackensen
Anton Ludwig August von Mackensen (6. prosince 1849 – 8. listopadu 1945), narozený jako August Mackensen, byl pruský a německý voják a polní maršál (Generalfeldmarschall). Byl jedním z nejznámějších velitelů Německé armády během první světové války. Je nositelem řady vojenských vyznamenání.

## Osobní život
Narodil se jako nejstarší syn Luisi Mackensenovi a jeho ženě Marii Luise (rozené Rink).
Poprvé se oženil roku 1879 s Dorotheou von Horn, měli spolu pět dětí (Else, Hans Georg, Manfred, Eberhard, Ruth). V roce 1908 se (po smrti své první ženy) oženil s Leonií von der Osten.
Zemřel 8. listopadu 1945, krátce před svými 96. narozeninami. Je pohřben v Celle v Dolním Sasku.

## Vojenská kariéra
Mackensen započal vojenskou službu roku 1869 jako dobrovolník pruského husarského pluku (Leib-Husaren-Regiment Nr. 2).
Účastnil se prusko-francouzské války v letech 1870 - 1871 a za toto tažení obdržel železný kříž 2. stupně a byl povýšen na podporučíka. V letech 1893 - 1898 velel Leib-Hussaren-Regiment Nr. 1 a 27. ledna 1899 byl povýšen do šlechtického stavu.
Během 1. světové války se účastnil několika významných tažení na východní a srbské frontě, kde dosáhl řady důležitých vítězství. V roce 1915 byl za dobytí Přemyšle a Lvova povýšen do hodnosti polního maršála. Pod jeho velením jednotky Centrálních mocností porazily Srbsko a významně se podílel na porážce Rumunska.
V roce 1919 odešel ze služby. Za Výmarské republiky i během nacistického Německa zůstal přesvědčeným monarchistou. Účastnil se řady setkání vojenských spolků (Der Stahlhelm), byl na pohřbu císaře Viléma II. Starší členové NSDAP ho podezřívali z neloajality vůči Třetí říši, ale nic mu nebylo dokázáno.

## Galerie

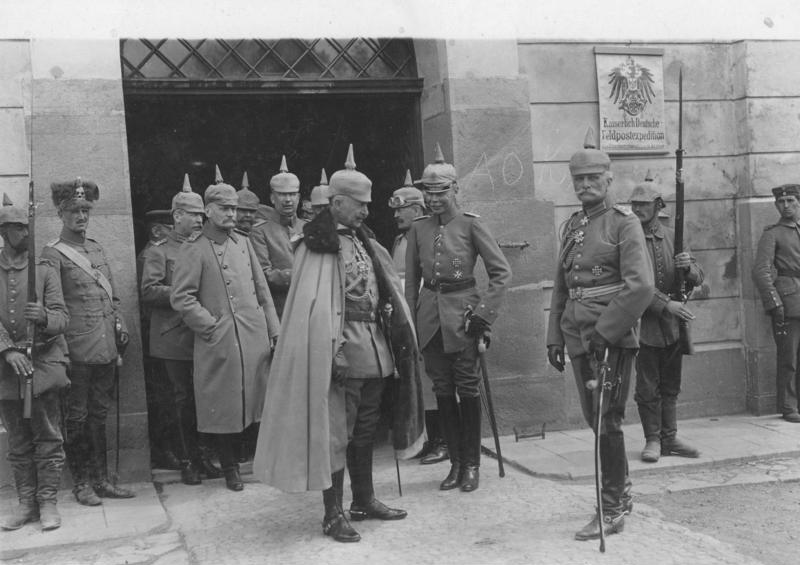
Mackensen s císařem Vilémem II.
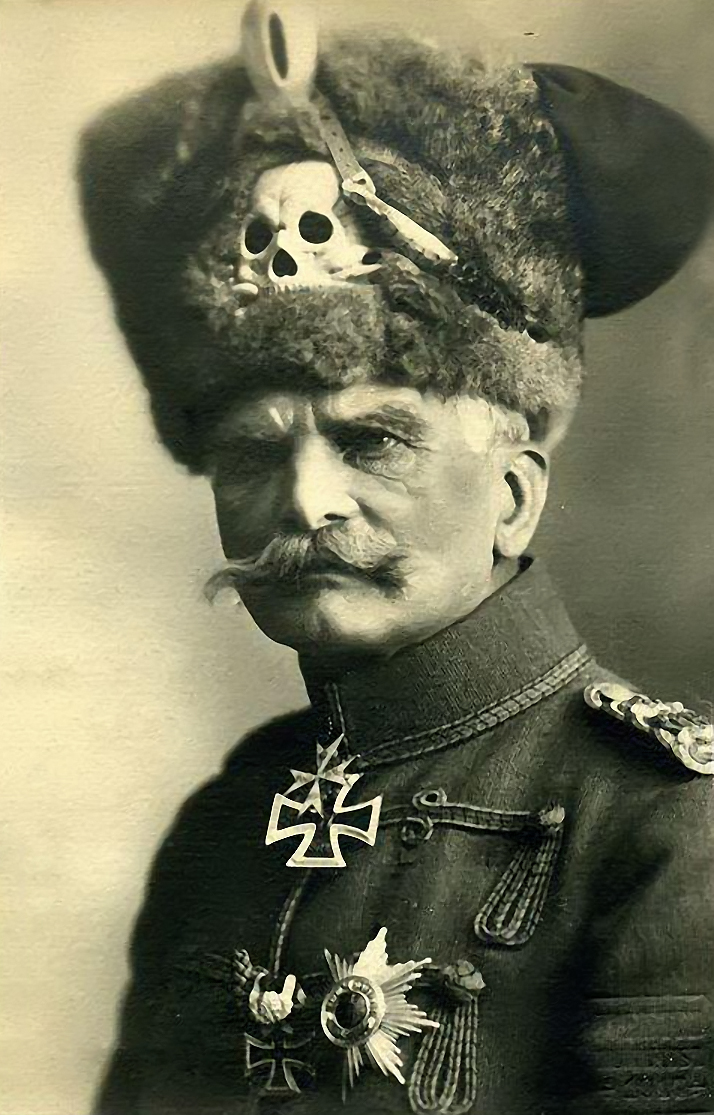
Mackensen v husarské uniformě
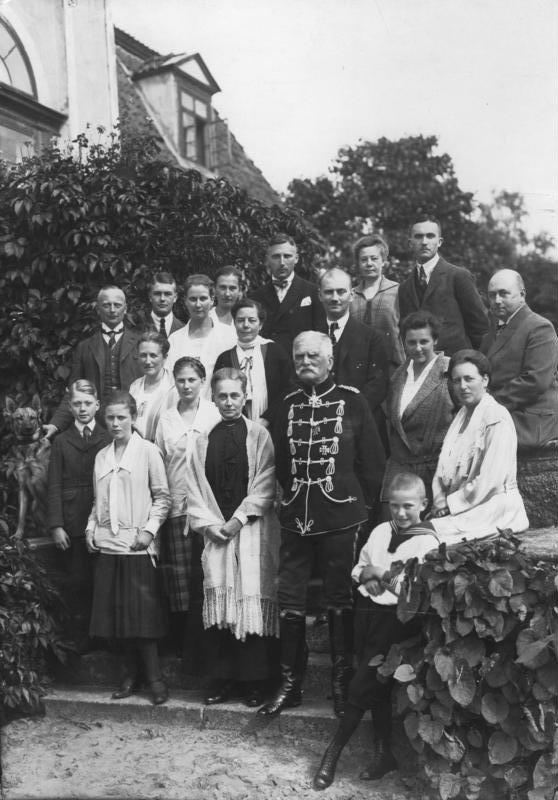
Mackensen s rodinou, 1929